# Heterodimer
Heterodimery jsou dimery, jejichž dvě monomerové složky jsou různé. Rozdělují se podle druhů těchto monomerů.

## Rozdělení
- heterodipeptidy - složené ze 2 různých aminokyselin
  - aspartam (kyselina asparagová a fenylalanin)
  - cyanofycin (kyselina asparagová a arginin)

- heterodisacharidy - složené ze 2 různých monosacharidů
  - sacharóza a isomaltulóza (glukóza a fruktóza, spojeny glykosidovou vazbou na různých místech)
  - laktóza (glukóza a galaktóza)